# Marina Baixa
La Marina Baixa (in castigliano: Marina Baja) è una delle 34 comarche della Comunità Valenciana, con una popolazione di 166 255 abitanti in maggioranza di lingua valenciana; suo capoluogo è La Vila Joiosa (cast. Villajoyosa).
Amministrativamente fa parte della provincia di Alicante, che comprende 9 comarche.